# جيف ماكوري
جيف ماكوري (بالإنجليزية: Jeff McCurry)‏ هو لاعب كرة قاعدة أمريكي، ولد في 21 يناير 1970 في طوكيو في اليابان.

## وصلات خارجية
- جيف ماكوري على موقعبيزبول رفرنس.كوم (الدوري الرئيسي) (الإنجليزية)
- جيف ماكوري على موقعبيزبول رفرنس.كوم (الدوري الثانوي) (الإنجليزية)
- جيف ماكوري على موقع مشجعي الرسوم البيانية (الإنجليزية)